# シネマナウ
シネマナウ（英語：CinemaNow）は、アメリカ合衆国のビデオオンデマンド事業会社。映像ストリーミング配信により事業を行なっている。
1999年に創業、2008年にソニックソリューション（Sonic Solutions、現在はロヴィに買収）に買収され、ブロックバスターとの提携でブロックバスターブランドでの事業を行うと発表していた。しかし2009年にはソニックソリューションは米家電量販チェーンベストバイとの提携を発表、最終的にはシネマナウはベストバイに買収された。

## 各国での事業展開

### カナダ
2011年よりカナダでもサービスを開始している。

### 日本
2005年4月ごろ、日本のNTTデータとの提携で、日本人向けサイト「シネマナウ・ジャパン」のサービスも始まった。ウェブマネーなどの電子マネーによる作品の購入も可能であった。GYAO!などと違う点は、GYAO!が劇場公開やテレビ放映などに似て、期間限定でラインナップも供給者側が少量だけ選択する、というものであるのに対し、レンタルビデオサービスに近く、豊富な品揃えで長期に渡ってラインナップが不変であるという点であった。しかし、不振のため、2007年12月25日をもって日本版のサイトは閉鎖した。